# لبنان في الألعاب الأولمبية الصيفية 1952
 تنافس لبنان في الألعاب الأولمبية الصيفية لعام 1952 في هلسنكي ، فنلندا . شارك بتسعة متسابقين، جميعهم من الرجال، في ثمانية أحداث في أربع رياضات.

## الميداليات

### الفضة
- زكريا شهاب : المصارعة الرومانية اليونانية - الرجال - وزن الديك (51 - 54 كلغ)

### البرونزية
- خليل طه المصارعة الرومانية اليونانية - للرجال - وزن الوسط (63.5 –67 كلغ)

## الرماية
شارك لبنان بثلاثة لاعبين في عام 1952.
50 متر مسدس
- عبد الستار طرابلسي
- خليل حلمي

50 م بندقية، عرضة
- عبدالله جارودي

## وصلات خارجية
- التقارير الاولمبية الرسمية
- قاعدة بيانات نتائج اللجنة الأولمبية الدولية